# 利托夫基
49°37′18″N 35°36′51″E / 49.62167°N 35.61417°E
利托夫基（烏克蘭語：Литовки）是位於烏克蘭東部的村莊，由哈爾科夫州别列斯京区的舊維里夫卡市鎮負責管轄。該村面積0.47平方公里，海拔高度171米，2001年人口362，人口密度每平方公里770.2人。